# April Uprising
Albums de The John Butler Trio
Grand National
(2007) Flesh and Blood
(2014)
April Uprising est le cinquième album studio du groupe australien de rock The John Butler Trio. Il est sorti en 2010.

## Liste des chansons
| No  | Titre                     | Durée |
| --- | ------------------------- | ----- |
| 1.  | Revolution                | 5:05  |
| 2.  | One Way Road              | 3:06  |
| 3.  | C'mon Now                 | 2:42  |
| 4.  | I'd Do Anything           | 3:21  |
| 5.  | Ragged Mile               | 3:57  |
| 6.  | Johnny's Gone             | 4:55  |
| 7.  | Close to You              | 3:45  |
| 8.  | Don't Wanna See Your Face | 2:43  |
| 9.  | Take Me                   | 5:01  |
| 10. | Fool for You              | 5:07  |
| 11. | To Look Like You          | 4:19  |
| 12. | Steal It                  | 3:43  |
| 13. | Mystery Man               | 3:55  |
| 14. | Gonna Be a Long Time      | 3:46  |
| 15. | A Star Is Born            | 4:35  |
| 16. | Gone (bonus track)        |       |
| 17. | Only you (bonus track)    |       |